# Чупаново
 Чупаново — деревня в Котласском районе Архангельской области. Часть бывшего села Вотлажма. Входит в состав муниципального образования (сельского поселения) «Черемушское».

## Этимология названия
Названия деревни Чупаново происходит от имени Чупан которое восходит к тюркским языкам. В XV веке после присоединения к Московскому княжеству Казани частым явлением стал переход татар на службу русского воинства. За военные заслуги некоторым татарам даровались поместья и присуждался дворянский чин. Со временем иноязычные подданные Русского государства принимали православие и женились на русских.

## География
В деревне не протекает никаких речек. Близлежащие деревни Выставка, Согра, Олюшино.

## Население
| 2002 | 2010 | 2012 |
| ---- | ---- | ---- |
| 4    | ↘2   | ↘1   |